# Evento di pioggia su neve
Un evento di pioggia su neve, noto nella letteratura scientifica come rain on snow (ROS) event, è un fenomeno meteorologico che vede prima il verificarsi di una precipitazione piovosa su un manto nevoso, cui segue il congelamento dell'acqua al suolo e la formazione di uno strato di ghiaccio. Il fenomeno ha un impatto negativo sia sulla vita animale, sia sulle attività umane.

## Descrizione
Come indicato dalla locuzione utilizzata per indicare l'evento, un evento di pioggia su neve vede il verificarsi di una precipitazione piovosa su un manto nevoso. All'origine del fenomeno, c'è una perturbazione di origine subtropicale, carica quindi di umidità, che raggiunge latitudini polari durante l'autunno o l'inverno, quando cioè le regioni polari sono ricoperte da neve. Quando la tempesta viene investita dall'aria fredda polare, si originano fenomeni piovosi che, pur estinguendosi in pochi giorni, riversano sul manto nevoso copiose quantità di acqua liquida. L'acqua può raccogliersi sulla superficie, oppure penetrare nella neve, raggiungendo il terreno sottostante. Il precipitare delle temperature (al di sotto del punto di congelamento dell'acqua) porta infine alla solidificazione dell'acqua, che viene così a formare uno o più strati di ghiaccio che hanno una consistenza diversa - molto più duri - della neve.
Il fenomeno è particolarmente significativo per la regione artica, nell'emisfero boreale - tanto che il fenomeno viene spesso descritto come Arctic Rain on Snow.

## Impatto sulla vita animale e sulle attività umane
La formazione di uno o più strati di ghiaccio ha conseguenze sia sulla vita animale, sia sulle attività umane. La durezza del ghiaccio impedisce agli erbivori di raggiungere la vegetazione al di sotto della neve, riducendo la loro possibilità di sopravvivere all'inverno. Una riduzione delle prede ha un impatto diretto anche sui carnivori e sulle popolazioni indigene che sulle mandrie di grandi erbivori fanno affidamento.
La presenza di uno strato di ghiaccio tra strati nevosi, o alla base del manto nevoso, riduce il coefficiente d'attrito, favorendo lo scorrimento degli strati nevosi più superficiali e così favorendo il verificarsi delle valanghe.

## Frequenza
Il fenomeno interessa soprattutto le regioni subpolari boreali, poiché le tempeste tropicali non riescono a raggiungere la regione artica. La frequenza del fenomeno viene indicata in aumento come conseguenza del riscaldamento globale.